# Telescopi MPG/ESO
El telescopi MPG/ESO és un telescopi terrestre de 2,2 metres de l'[[l'Observatori Europeu Austral ]] (ESO) situat a La Silla, Xile.
Fou construït per Carl Zeiss d'Institut Max Planck d'astronomia i ha estat operatiu des de 1984. Actualment es troba en prèstrec indefinit a European Southern Observatory.
Al novembre del 2010 es descobrí l'exoplaneta HIP 13044 b utilitzant aquest telescopi.